# Самір Ханданович
Самі́р Ханда́нович (словен. Samir Handanovič; нар. 14 липня 1984, Любляна, СФРЮ) — словенський футболіст, голкіпер.

## Клубна кар'єра
Ханданович — вихованець словенського «Домжале», але за рідний клуб він майже не грав.
2004 року молодого воротаря придбав італійський «Удінезе», в якому на той час основним голкіпером був Морган Де Санктіс і де новачку була відведена роль дублера. Згодом для здобуття ігрової практики віддавався в оренду до «Тревізо», «Лаціо» і «Ріміні», проте стабільне місце на полі мав лише в останній команді. Повернувшись з останньої оренди у 2007 році до «Удінезе» став основним голкіпером і відіграв у такому статусі наступні п'ять сезонів.
Влітку 2012 року словенець за майже 20 мільйонів євро перейшов «Інтернаціонале», в якому шукали заміну багаторічному голкіперу команди бразильцю Жуліо Сезару. У міланській команді відразу ж став беззаперечною головною опцією тренерського штабу на воротарській позиції.
24 жовтня 2018 року у матчі Ліги чемпіонів УЄФА проти «Барселони» (0:2) відбив 9 ударів, повторивши рекорд Франческо Тольдо за їхньою кількістю для воротарів «Інтернаціонале» у цьому турнірі.
13 вересня 2023 року Самір Ханданович оголосив про завершення кар'єри.

## Виступи за збірні
2002 року дебютував у складі юнацької збірної Словенії (U-19), загалом на юнацькому рівні взяв участь у 6 іграх.
Протягом 2004–2006 років залучався до складу молодіжної збірної Словенії. На молодіжному рівні зіграв у 7 офіційних матчах, пропустив 5 голів.
2004 року дебютував в офіційних матчах у складі національної збірної Словенії. Швидко став основним голкіпером національної команди, вигравши конкуренцію зокрему у свого на 6 років старшого двоюрідного брата Ясміна Хандановича, який також значну частину воротарської кар'єри провів в Італії.
Був основним голкіпером словенської збірної упродовж одинадцяти років, зокрема на чемпіонаті світу 2010 року у ПАР, де словенці не подолали груповий етап.
У листопаді 2015 року, після матчів плей-оф кваліфікації на Євро-2016, за результатами яких Словенія поступилася збірній України 1:3 і не потрапила на континентальну першість, Ханданович оголосив про завершення виступів за збірну. На той момент мав в активі 81 проведений у її складі матч.

## Статистика виступів

### Статистика клубних виступів
Станом на 26 серпня 2019 року
| Сезон                      | Команда                    | Чемпіонат                  | Чемпіонат | Чемпіонат | Національний кубок | Національний кубок | Національний кубок | Континентальні кубки | Континентальні кубки | Континентальні кубки | Інші змагання | Інші змагання | Інші змагання | Усього | Усього |
| Сезон                      | Команда                    | Ліга                       | Ігор      | Голів     | Ліга               | Ігор               | Голів              | Ліга                 | Ігор                 | Голів                | Ліга          | Ігор          | Голів         | Ігор   | Голів  |
| -------------------------- | -------------------------- | -------------------------- | --------- | --------- | ------------------ | ------------------ | ------------------ | -------------------- | -------------------- | -------------------- | ------------- | ------------- | ------------- | ------ | ------ |
| 2002–03                    | «Слован» (Мариця)          | 3Л                         | 0         | -0        | -                  | -                  | -                  | -                    | -                    | -                    | -             | -             | -             | 0      | -0     |
| лип.-серп. 2003            | «Загор'є»                  | 2Л                         | 11        | -?        | -                  | -                  | -                  | -                    | -                    | -                    | -             | -             | -             | 11     | -?     |
| 2003–04                    | «Домжале»                  | 1Л                         | 7         | -9        | КС                 | 0                  | -0                 | -                    | -                    | -                    | -             | -             | -             | 7      | -9     |
| 2004–05                    | «Удінезе»                  | A                          | 3         | -2        | КІ                 | 2                  | -6                 | КУЄФА                | 0                    | -0                   | -             | -             | -             | 5      | -8     |
| 2005-січ. 2006             | «Тревізо»                  | A                          | 3         | -6        | КІ                 | 0                  | -0                 | -                    | -                    | -                    | -             | -             | -             | 3      | -6     |
| січ.-черв. 2006            | «Лаціо»                    | A                          | 1         | -0        | КІ                 | 0                  | -0                 | -                    | -                    | -                    | -             | -             | -             | 1      | -0     |
| 2006–07                    | «Ріміні»                   | B                          | 39        | -36       | КІ                 | 2                  | -2                 | -                    | -                    | -                    | -             | -             | -             | 41     | -38    |
| 2007–08                    | «Удінезе»                  | A                          | 35        | -45       | КІ                 | 1                  | -0                 | -                    | -                    | -                    | -             | -             | -             | 36     | -45    |
| 2008–09                    | «Удінезе»                  | A                          | 34        | -45       | КІ                 | 1                  | -1                 | КУЄФА                | 10                   | -13                  | -             | -             | -             | 45     | -59    |
| 2009–10                    | «Удінезе»                  | A                          | 37        | -56       | КІ                 | 3                  | -2                 | -                    | -                    | -                    | -             | -             | -             | 40     | -58    |
| 2010–11                    | «Удінезе»                  | A                          | 35        | -40       | КІ                 | 0                  | -0                 | -                    | -                    | -                    | -             | -             | -             | 35     | -40    |
| 2011–12                    | «Удінезе»                  | A                          | 38        | -35       | КІ                 | 1                  | -2                 | ЛЧ+ЛЄ                | 2+10                 | -3 + -10             | -             | -             | -             | 51     | -50    |
| Усього за «Удінезе»        | Усього за «Удінезе»        | Усього за «Удінезе»        | 182       | -223      |                    | 8                  | -11                |                      | 22                   | -26                  |               | -             | -             | 212    | -260   |
| 2012–13                    | «Інтернаціонале»           | A                          | 35        | -53       | КІ                 | 3                  | -7                 | ЛЄ                   | 10                   | -10                  | -             | -             | -             | 48     | -70    |
| 2013–14                    | «Інтернаціонале»           | A                          | 36        | -32       | КІ                 | 1                  | -0                 | -                    | -                    | -                    | -             | -             | -             | 37     | -32    |
| 2014–15                    | «Інтернаціонале»           | A                          | 37        | -47       | КІ                 | 0                  | -0                 | ЛЄ                   | 3                    | -1                   | -             | -             | -             | 40     | -48    |
| 2015–16                    | «Інтернаціонале»           | A                          | 36        | -34       | КІ                 | 2                  | -3                 | -                    | -                    | -                    | -             | -             | -             | 38     | -37    |
| 2016–17                    | «Інтернаціонале»           | A                          | 37        | -47       | КІ                 | 1                  | -2                 | ЛЄ                   | 5                    | -8                   | -             | -             | -             | 43     | -57    |
| 2017–18                    | «Інтернаціонале»           | A                          | 38        | -30       | КІ                 | 1                  | -1                 | -                    | -                    | -                    | -             | -             | -             | 39     | -31    |
| 2018–19                    | «Інтернаціонале»           | A                          | 38        | -33       | КІ                 | 1                  | -1                 | ЛЧ+ЛЄ                | 6+4                  | -7 + -1              | -             | -             | -             | 49     | -42    |
| 2019–20                    | «Інтернаціонале»           | A                          | 1         | -0        | КІ                 | 0                  | -0                 | ЛЧ                   | 0                    | -0                   | -             | -             | -             | 1      | -0     |
| Усього за «Інтернаціонале» | Усього за «Інтернаціонале» | Усього за «Інтернаціонале» | 258       | -276      |                    | 9                  | -14                |                      | 28                   | -27                  |               | -             | -             | 295    | -317   |
| Усього за кар'єру          | Усього за кар'єру          | Усього за кар'єру          | 500       | -550+     |                    | 19                 | -27                |                      | 50                   | -53                  |               | -             | -             | 569    | -630+  |

### Статистика виступів за збірну
Станом на 26 серпня 2019 року
| Дата       | Місто            | Господарі          | Результат | Гості                | Турнір             | Голи | Примітки |
| ---------- | ---------------- | ------------------ | --------- | -------------------- | ------------------ | ---- | -------- |
| 17-11-2004 | Трнава           | Словаччина         | 0 – 0     | Словенія             | товариський матч   | -    |          |
| 26-3-2005  | Целє (місто)     | Словенія           | 0 – 1     | Німеччина            | товариський матч   | -1   |          |
| 30-3-2005  | Целє (місто)     | Словенія           | 1 – 1     | Білорусь             | Відбір до ЧС 2006  | -1   |          |
| 4-6-2005   | Мінськ           | Білорусь           | 1 – 1     | Словенія             | Відбір до ЧС 2006  | -1   |          |
| 17-8-2005  | Суонсі           | Уельс              | 0 – 0     | Словенія             | товариський матч   | -    | 62'      |
| 7-9-2005   | Кишинів          | Молдова            | 1 – 2     | Словенія             | Відбір до ЧС 2006  | -1   |          |
| 12-10-2005 | Целє (місто)     | Словенія           | 0 – 3     | Шотландія            | Відбір до ЧС 2006  | -3   |          |
| 1-3-2006   | Ларнака          | Румунія            | 2 – 0     | Словенія             | Torneo di Cipro    | -2   |          |
| 4-6-2006   | Бондуфль         | Кот-д'Івуар        | 3 – 0     | Словенія             | товариський матч   | -1   | 46'      |
| 7-2-2007   | Домжале          | Словенія           | 1 – 0     | Естонія              | товариський матч   | -    | 61'      |
| 24-3-2007  | Шкодер (місто)   | Албанія            | 0 – 0     | Словенія             | Відбір до ЧЄ 2008  | -    |          |
| 28-3-2007  | Целє (місто)     | Словенія           | 0 – 1     | Нідерланди           | Відбір до ЧЄ 2008  | -1   |          |
| 2-6-2007   | Целє (місто)     | Словенія           | 1 – 2     | Румунія              | Відбір до ЧЄ 2008  | -2   |          |
| 6-6-2007   | Тімішоара        | Румунія            | 2 – 0     | Словенія             | Відбір до ЧЄ 2008  | -2   |          |
| 22-8-2007  | Подгориця        | Чорногорія         | 1 – 1     | Словенія             | товариський матч   | -1   |          |
| 8-9-2007   | Люксембург       | Люксембург         | 0 – 3     | Словенія             | Відбір до ЧЄ 2008  | -    |          |
| 12-9-2007  | Целє (місто)     | Словенія           | 1 – 0     | Білорусь             | Відбір до ЧЄ 2008  | -    |          |
| 13-10-2007 | Целє (місто)     | Словенія           | 0 – 0     | Албанія              | Відбір до ЧЄ 2008  | -    |          |
| 17-10-2007 | Ейндговен        | Нідерланди         | 2 – 0     | Словенія             | Відбір до ЧЄ 2008  | -2   |          |
| 21-11-2007 | Целє (місто)     | Словенія           | 0 – 2     | Болгарія             | Відбір до ЧЄ 2008  | -2   |          |
| 6-2-2008   | Нова Гориця      | Словенія           | 1 – 2     | Данія                | товариський матч   | -2   |          |
| 26-3-2008  | Залаегерсег      | Угорщина           | 0 – 1     | Словенія             | товариський матч   | -    |          |
| 26-5-2008  | Гетеборг         | Швеція             | 1 – 0     | Словенія             | товариський матч   | -1   | кап.     |
| 20-8-2008  | Марибор          | Словенія           | 2 – 3     | Хорватія             | товариський матч   | -3   |          |
| 6-9-2008   | Вроцлав          | Польща             | 1 – 1     | Словенія             | Відбір до ЧС 2010  | -1   |          |
| 10-9-2008  | Марибор          | Словенія           | 2 – 1     | Словаччина           | Відбір до ЧС 2010  | -1   |          |
| 11-10-2008 | Марибор          | Словенія           | 2 – 0     | Північна Ірландія    | Відбір до ЧС 2010  | -    |          |
| 15-10-2008 | Тепліце          | Чехія              | 1 – 0     | Словенія             | Відбір до ЧС 2010  | -1   |          |
| 19-11-2008 | Марибор          | Словенія           | 3 – 4     | Боснія і Герцеговина | товариський матч   | -2   | 51'      |
| 11-2-2009  | Генк             | Бельгія            | 2 – 0     | Словенія             | товариський матч   | -2   |          |
| 12-8-2009  | Марибор          | Словенія           | 5 – 0     | Сан-Марино           | Відбір до ЧС 2010  | -    |          |
| 5-9-2009   | Лондон           | Англія             | 2 – 1     | Словенія             | товариський матч   | -2   |          |
| 9-9-2009   | Марибор          | Словенія           | 3 – 0     | Польща               | Відбір до ЧС 2010  | -    |          |
| 10-10-2009 | Братислава       | Словаччина         | 0 – 2     | Словенія             | Відбір до ЧС 2010  | -    |          |
| 14-10-2009 | Серравалле       | Сан-Марино         | 0 – 3     | Словенія             | Відбір до ЧС 2010  | -    |          |
| 14-11-2009 | Москва           | Росія              | 2 – 1     | Словенія             | Відбір до ЧС 2010  | -2   |          |
| 18-11-2009 | Марибор          | Словенія           | 1 – 0     | Росія                | Відбір до ЧС 2010  | -    | 66'      |
| 3-3-2010   | Марибор          | Словенія           | 4 – 1     | Катар                | товариський матч   | -1   | 70'      |
| 4-6-2010   | Марибор          | Словенія           | 3 – 1     | Нова Зеландія        | товариський матч   | -1   |          |
| 13-6-2010  | Полокване        | Алжир              | 0 – 1     | Словенія             | ЧС 2010 - 1-й етап | -    |          |
| 18-6-2010  | Йоганнесбург     | США                | 2 – 2     | Словенія             | ЧС 2010 - 1-й етап | -2   |          |
| 23-6-2010  | Порт-Елізабет    | Англія             | 1 – 0     | Словенія             | ЧС 2010 - 1-й етап | -1   |          |
| 11-8-2010  | Любляна          | Словенія           | 2 – 0     | Австралія            | товариський матч   | -    |          |
| 3-9-2010   | Марибор          | Словенія           | 0 – 1     | Північна Ірландія    | Відбір до ЧЄ 2012  | -1   |          |
| 7-9-2010   | Белград          | Сербія             | 1 – 1     | Словенія             | Відбір до ЧЄ 2012  | -1   | 16'      |
| 8-10-2010  | Любляна          | Словенія           | 5 – 1     | Фарерські острови    | Відбір до ЧЄ 2012  | -1   |          |
| 12-10-2010 | Таллінн          | Естонія            | 0 – 1     | Словенія             | Відбір до ЧЄ 2012  | -    |          |
| 17-11-2010 | Копер (Словенія) | Словенія           | 1 – 2     | Грузія               | товариський матч   | -    | 53'      |
| 25-3-2011  | Любляна          | Словенія           | 0 – 1     | Італія               | Відбір до ЧЄ 2012  | -1   |          |
| 29-3-2011  | Белфаст          | Північна Ірландія  | 0 – 0     | Словенія             | Відбір до ЧЄ 2012  | -    |          |
| 3-6-2011   | Тофтір           | Фарерські острови  | 0 – 2     | Словенія             | Відбір до ЧЄ 2012  | -    |          |
| 10-8-2011  | Любляна          | Словенія           | 0 – 0     | Бельгія              | товариський матч   | -    |          |
| 2-9-2011   | Любляна          | Словенія           | 1 – 2     | Естонія              | Відбір до ЧЄ 2012  | -2   | 27'      |
| 11-10-2011 | Марибор          | Словенія           | 1 – 0     | Сербія               | Відбір до ЧЄ 2012  | -    |          |
| 15-11-2011 | Любляна          | Словенія           | 2 – 3     | США                  | товариський матч   | -3   | кап.     |
| 29-2-2012  | Копер (Словенія) | Словенія           | 1 – 1     | Шотландія            | товариський матч   | -1   | кап.     |
| 26-5-2012  | Куфштайн         | Греція             | 1 – 1     | Словенія             | товариський матч   | -1   |          |
| 12-10-2012 | Марибор          | Словенія           | 2 – 1     | Кіпр                 | Відбір до ЧС 2014  | -1   | кап.     |
| 16-10-2012 | Тирана           | Албанія            | 1 – 0     | Словенія             | Відбір до ЧС 2014  | -1   | кап.     |
| 14-11-2012 | Скоп'є           | Північна Македонія | 3 – 2     | Словенія             | товариський матч   | -3   | кап.     |
| 6-2-2013   | Любляна          | Словенія           | 0 – 3     | Боснія і Герцеговина | товариський матч   | -3   |          |
| 22-3-2013  | Любляна          | Словенія           | 1 – 2     | Ісландія             | Відбір до ЧС 2014  | -2   |          |
| 7-6-2013   | Рейк'явік        | Ісландія           | 2 – 4     | Словенія             | Відбір до ЧС 2014  | -2   |          |
| 14-8-2013  | Турку            | Фінляндія          | 2 – 0     | Словенія             | товариський матч   | -2   |          |
| 6-9-2013   | Любляна          | Словенія           | 1 – 0     | Албанія              | Відбір до ЧС 2014  | -    | 90+2'    |
| 10-9-2013  | Строволос        | Кіпр               | 0 – 2     | Словенія             | Відбір до ЧС 2014  | -    |          |
| 11-10-2013 | Марибор          | Словенія           | 3 – 0     | Норвегія             | Відбір до ЧС 2014  | -    |          |
| 15-10-2013 | Берн             | Швейцарія          | 1 – 0     | Словенія             | Відбір до ЧС 2014  | -1   |          |
| 5-3-2014   | Бліда            | Алжир              | 2 – 0     | Словенія             | товариський матч   | -2   |          |
| 4-6-2014   | Монтевідео       | Уругвай            | 2 – 0     | Словенія             | товариський матч   | -2   |          |
| 8-9-2014   | Таллінн          | Естонія            | 1 – 0     | Словенія             | Відбір до ЧЄ 2016  | -1   |          |
| 9-10-2014  | Марибор          | Словенія           | 1 – 0     | Швейцарія            | Відбір до ЧЄ 2016  | -    |          |
| 12-10-2014 | Вільнюс          | Литва              | 0 – 2     | Словенія             | Відбір до ЧЄ 2016  | -    |          |
| 15-11-2014 | Лондон           | Англія             | 3 – 1     | Словенія             | Відбір до ЧЄ 2016  | -3   |          |
| 27-3-2015  | Любляна          | Словенія           | 6 – 0     | Сан-Марино           | Відбір до ЧЄ 2016  | -    |          |
| 14-6-2015  | Любляна          | Словенія           | 2 – 3     | Англія               | Відбір до ЧЄ 2016  | -3   |          |
| 5-9-2015   | Базель           | Швейцарія          | 3 – 2     | Словенія             | Відбір до ЧЄ 2016  | -3   | 65'      |
| 8-9-2015   | Марибор          | Словенія           | 1 – 0     | Естонія              | Відбір до ЧЄ 2016  | -    |          |
| 9-10-2015  | Любляна          | Словенія           | 1 – 1     | Литва                | Відбір до ЧЄ 2016  | -1   |          |
| 14-11-2015 | Львів            | Україна            | 2 – 0     | Словенія             | Відбір до ЧЄ 2016  | -2   |          |
| 17-11-2015 | Марибор          | Словенія           | 1 – 1     | Україна              | Відбір до ЧЄ 2016  | -1   |          |
| Усього     |                  | Матчів (4 місце)   | 81        |                      | Голів              | -86  |          |

## Цікаві факти
- Рекордсмен Серії А за кількістю відбитих пенальті — 25[8]

## Титули і досягнення
- Чемпіон Італії (1):

«Інтернаціонале»: 2020–21
- Володар Кубка Італії (2):

«Інтернаціонале»: 2021–22, 2022–23
- Володар Суперкубка Італії (2):

«Інтернаціонале»: 2021, 2022